# Оссувка (Куявсько-Поморське воєводство)
Оссувка (пол. Ossówka) — село в Польщі, у гміні Конецьк Александровського повіту Куявсько-Поморського воєводства.
Населення — 79 осіб (2011).
У 1975-1998 роках село належало до Влоцлавського воєводства.

## Демографія
Демографічна структура станом на 31 березня 2011 року:
|          | Загалом | Допрацездатний вік | Працездатний вік | Постпрацездатний вік |
| -------- | ------- | ------------------ | ---------------- | -------------------- |
| Чоловіки | 42      | 12                 | 26               | 4                    |
| Жінки    | 37      | 11                 | 14               | 12                   |
| Разом    | 79      | 23                 | 40               | 16                   |